# Rigadin va dans le grand monde
Pour plus de détails, voir Fiche technique et Distribution.
Rigadin va dans le grand monde est un film muet français réalisé par Georges Monca, sorti en 1909.

## Fiche technique
- Titre : Rigadin va dans le grand monde
- Réalisation : Georges Monca
- Scénario : Charles Torquet
- Photographie :
- Montage :
- Société de production : Société cinématographique des auteurs et gens de lettres (S.C.A.G.L)
- Société de distribution : Pathé Frères
- Pays d'origine :  France
- Langue : film muet avec les intertitres en français
- Métrage : 195 mètres
- Format : Noir et blanc — 35 mm — 1,33:1 — Muet
- Genre :  Comédie
- Durée : 6 minutes et 30 secondes
- Dates de sortie : 
  - Danemark : 20 septembre 1909
  - France : 1910

## Distribution
- Charles Prince : Rigadin
- Gaston Prika
- Georges Tréville
- Gabrielle Chalon